# Louis Eugène Regnault
Pour les articles homonymes, voir Regnault.
Louis Eugène Regnault, né à Charleville le 21 février 1800 et mort à Chartres le 3 août 1889, est un homme d'Église français, nommé évêque de Chartres en 1851.

## Biographie
Il est le fils de M. Regnault-Brincourt, fondateur d’une maison importante de métallurgie, qui remplit les fonctions de maire de la ville quand la Révolution française éclate.
Successivement vicaire de la paroisse Saint-Remy de Charleville, curé de Belair, il est nommé aumônier du Sacré-Cœur, poste où il reste pendant dix ans.
Curé de Charleville le 12 septembre 1847, puis chanoine honoraire de Reims, il est nommé évêque de Chartres le 11 août 1851, préconisé le 15 mars 1852 et sacré évêque titulaire d'Euménie (de) le 16 mai suivant dans la cathédrale de Reims. Il devient titulaire de Chartres le 17 septembre 1852 et prend possession de son siège le 3 janvier 1853.
Il est assistant au trône pontifical et comte romain depuis le 29 novembre 1854; chanoine d’honneur de Reims, de Montréal et de Poitiers.
Il porte : d’azur à la croix d’or en chef, au monogramme de la Vierge d’argent entouré d’épis de blé et de raisins, et pour devise : Misericordia et veritas.

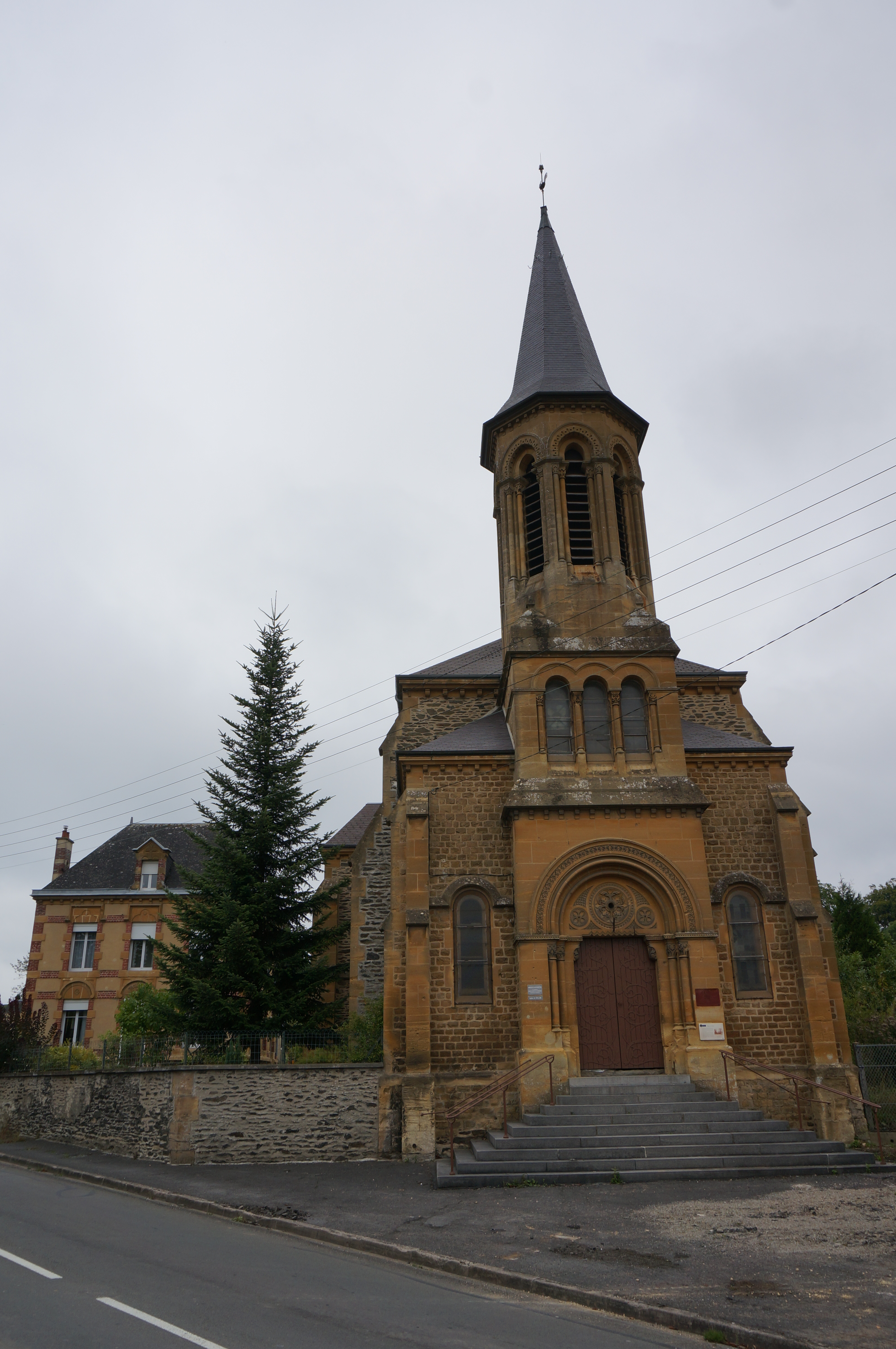
Paroisse de Belair.
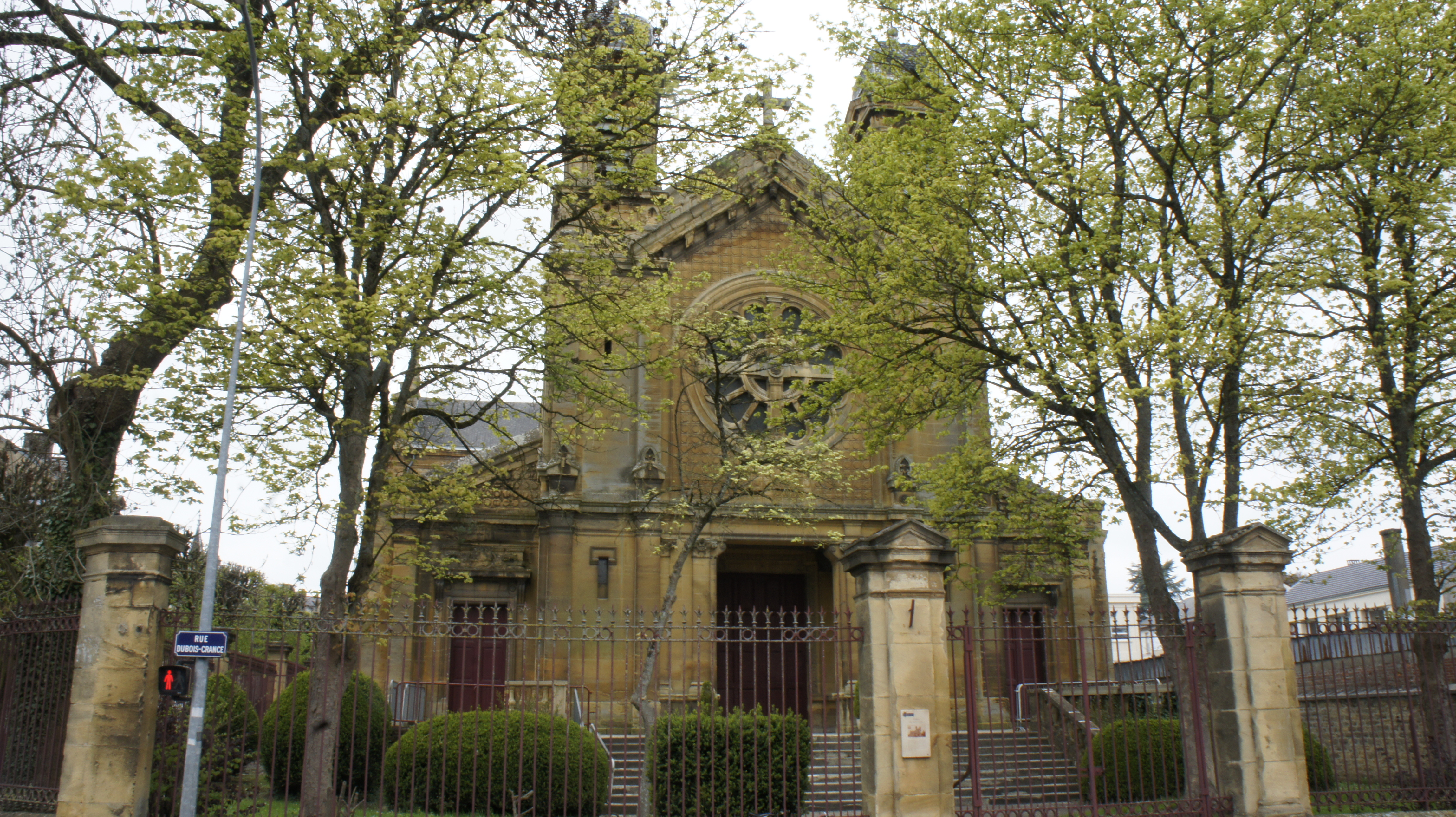
Église du Sacré-Cœur.
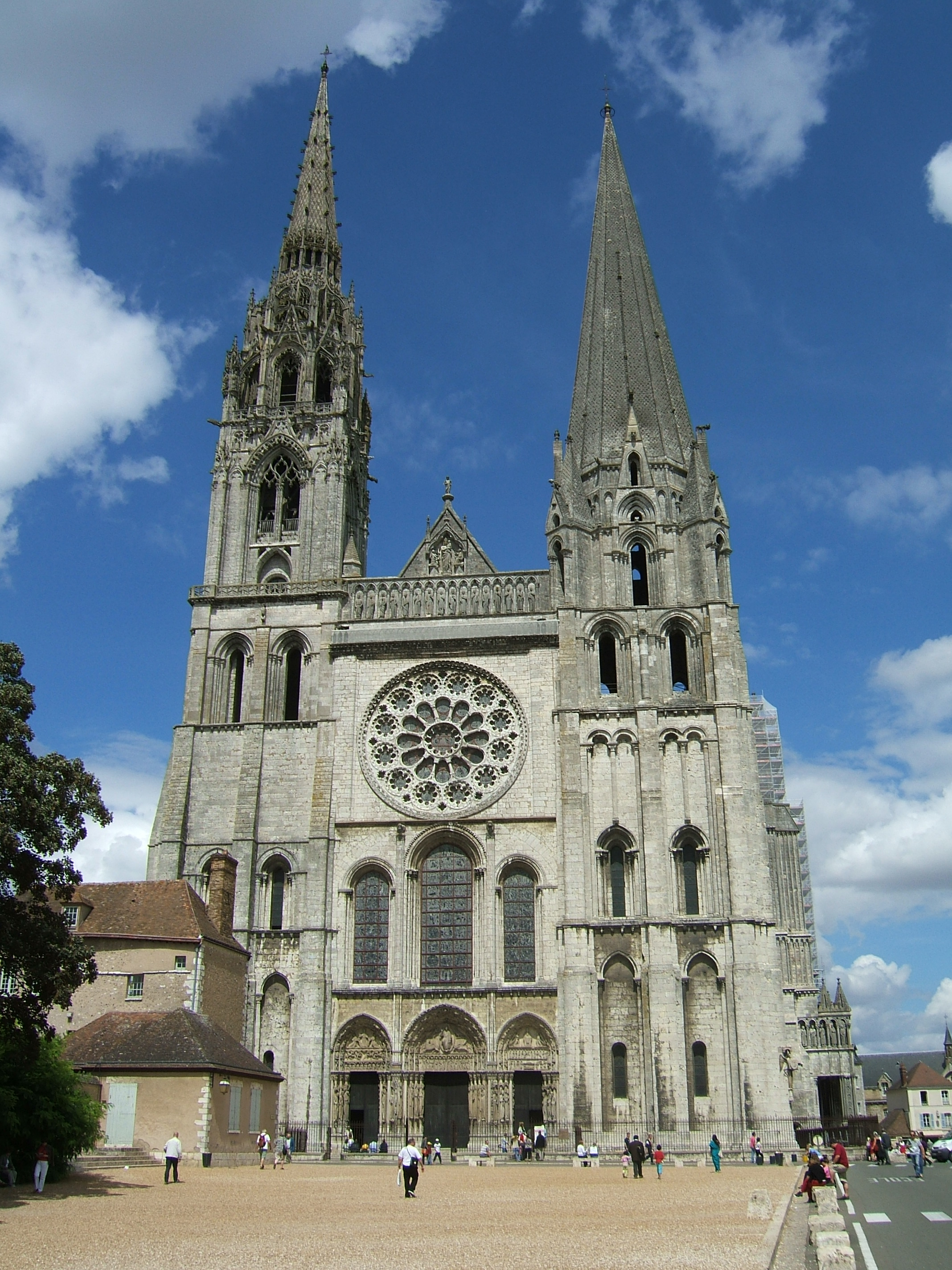
Cathédrale Notre-Dame de Chartres.
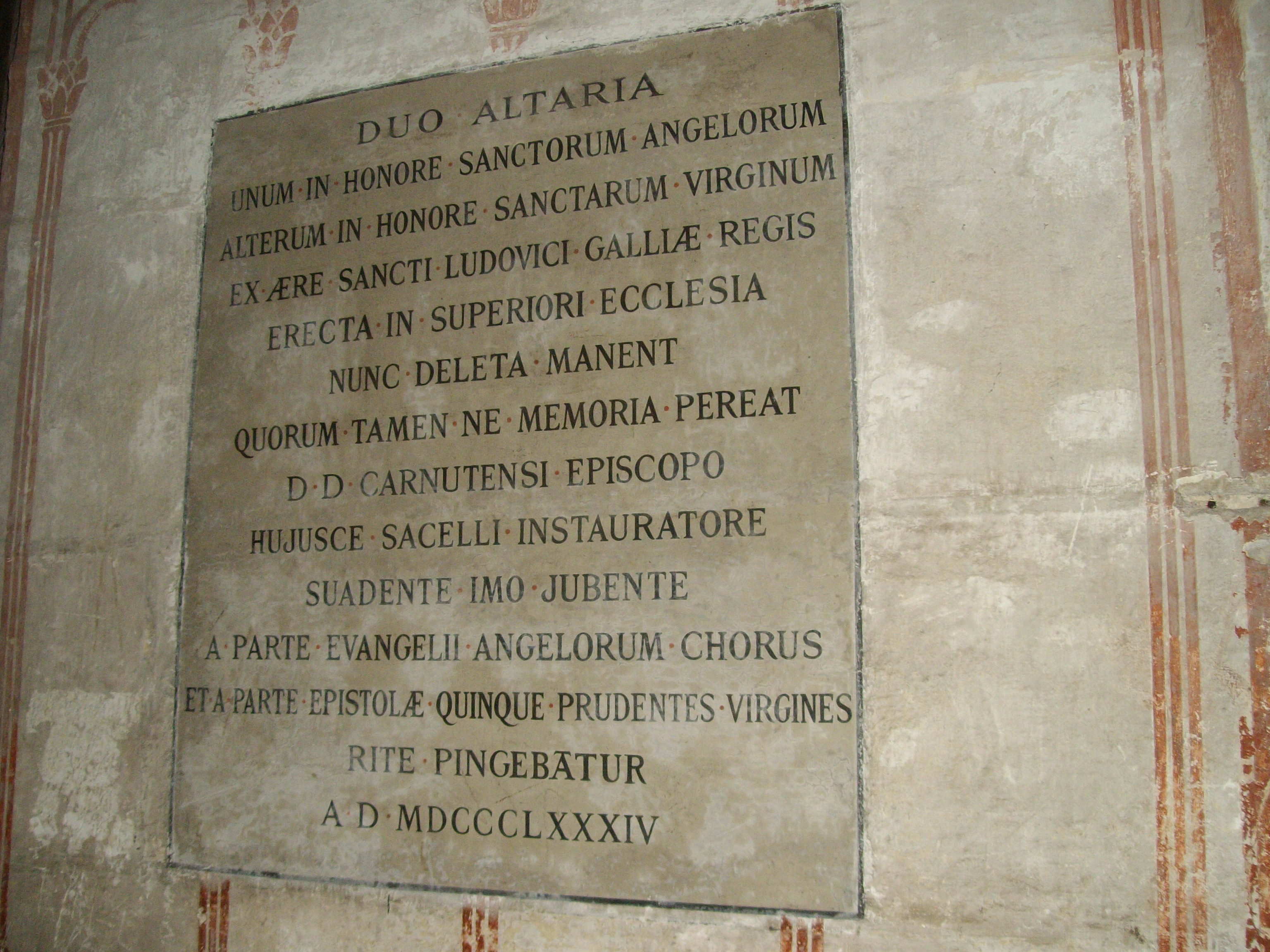
Plaque dans la crypte de la cathédrale de Chartres (latin).
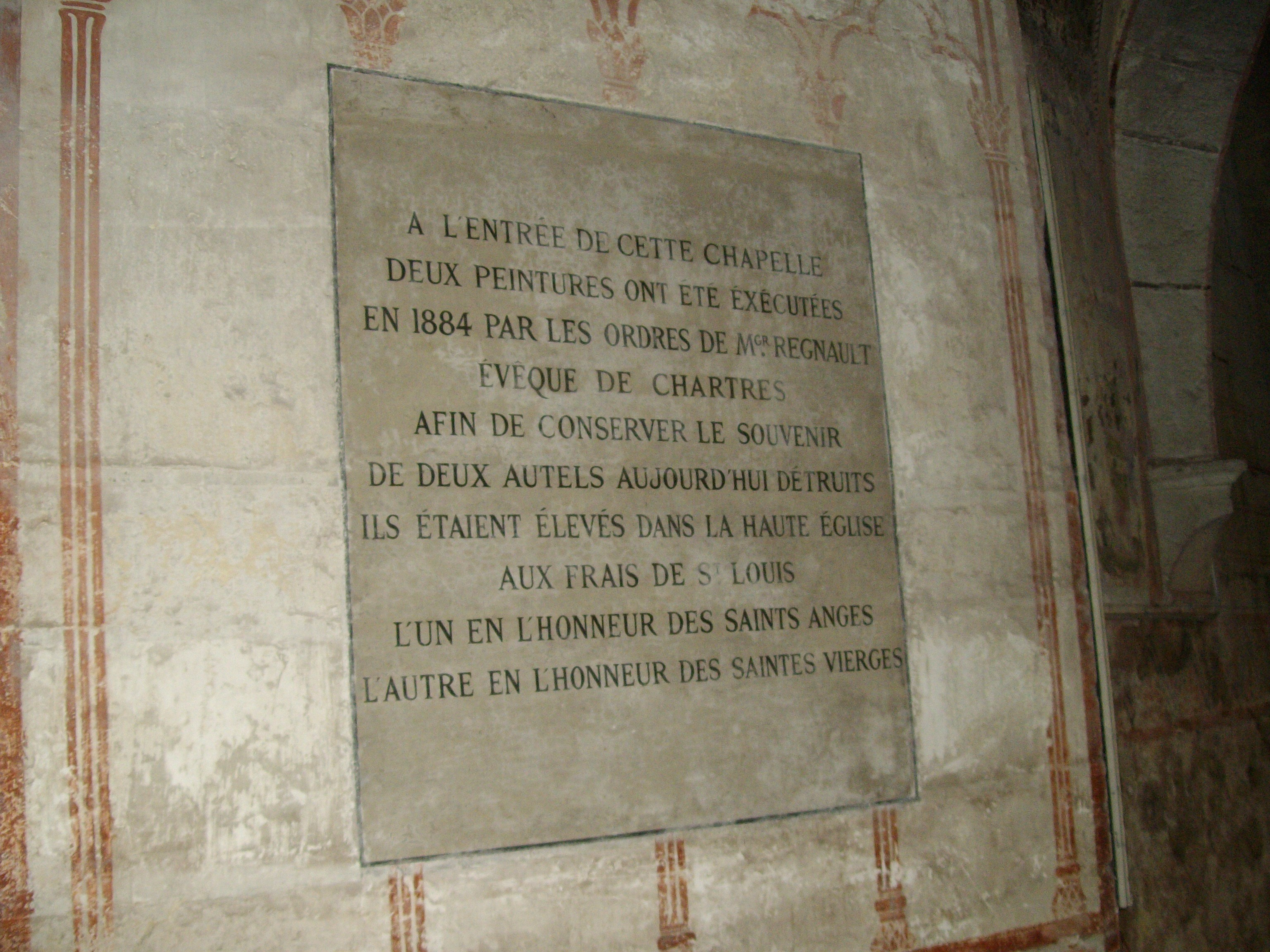
Plaque dans la crypte de la cathédrale de Chartres (français).

## Distinction
- Chevalier de la Légion d'honneur (3 août 1889)[1]